# Gulf (novela)
Gulf é um romance de ficção científica do escritor americano Robert A. Heinlein, publicada originalmente como um formato de série nas edições de novembro e dezembro de 1949 da revista Astounding Science Fiction e posteriormente coletada na "Assignment in Eternity" . Trata-se de uma sociedade secreta de gênios que agem para proteger a humanidade.  O romance Friday, escrito em 1982, foi praticamente uma continuação.

## História
A história postula que os humanos de inteligência superior poderiam, se unir e se manter geneticamente separados, criassem uma nova espécie. No processo, eles se desenvolveriam em uma classe dominante oculta e benevolente. A história invoca a noção de Semântica Geral de Alfred Korzybski e o trabalho de Samuel Renshaw para explicar a natureza do pensamento e como as pessoas poderiam ser treinadas para pensar com mais rapidez e precisão;  críticos disseram que ambos os sistemas são deturpados e nunca reivindicaram os tipos de resultados mostrados na história.[carece de fontes?] O material na inteligência humana e na evolução auto-guiada é misturado com uma história de aventura mais padrão de "agente secreto".
O "MacGuffin" do enredo é  "efeito Nova", que pode iniciar uma reação em cadeia que consome um planeta inteiro.  A última documentação restante do processo é gravada em microfilme que o Departamento Federal de Segurança deseja obter.  O antagonista é "Sra. Keithley", uma mulher enlouquecida que por acaso é uma das pessoas mais ricas do Sistema Solar, e que quer usar o efeito nova para chantagear a maior parte da humanidade, para poder governar a partir de sua casa na Lua.
"Joe" é um agente secreto encarregado de obter o microfilme.  Voltando à Terra, ele é capturado e se vê confinado a um homem que se chama "Kettle Belly" Baldwin.  Usando apenas um baralho de cartas para codificar palavras, elas se comunicam enquanto estão sob observação e planejam sua fuga.  Baldwin apresenta Joe ao seu grupo de indivíduos superiores e o treina em suas avançadas técnicas de pensamento, até mesmo tentando telepatia.  Baldwin revela que ele e seu grupo trabalham para manter a ciência e a tecnologia perigosas fora das mãos de humanos comuns, para sua própria proteção.  O efeito nova foi descoberto pelo próprio povo de Baldwin por acidente, como parte de uma tentativa de provar que isso não poderia ser feito.
Joe conhece Gail, outro agente, com quem ele se apaixona.  Baldwin recebe um aviso de que o efeito nova está configurado para ser ativado na Terra, mas o dispositivo de disparo está na Lua.  Joe e Gail são enviados para desativar o gatilho para que o dispositivo na Terra possa ser atacado.  Gail tem que pegar o controle remoto da Sra. Keithley enquanto Joe é acusado de desativar o transmissor.  A situação fica desesperada.  Joe e Gail inesperadamente alcançam um relacionamento telepático.  Gail mata a Sra. Keithley, enquanto Joe contende com a certeza de que o transmissor está preso.  Sabendo que ambos estão prestes a morrer, eles telepaticamente recitar seus próprios votos de casamento privado antes de cada ser morto.

## Caracteres
Um dos principais personagens da história, Hartley M. "Kettle Belly" Baldwin, aparece como um homem muito mais velho no romance mais recente, Friday , conhecido principalmente como "Chefe".  (Chefe é brevemente mencionado por Joe e Gail como protagonistas do Gulf como exemplos de "homens honrados do machado".) Enquanto a versão anterior do personagem argumentava fortemente que pessoas mais inteligentes são, e deveriam ser, separadas da raça humana em geral, o Chefe parece categoricamente negar essa premissa.
O diálogo entre os protagonistas masculino e feminino, Joe e Gail, é uma reminiscência das trocas entre os personagens nos cinco últimos romances de Heinlein, de 1980 a 1987.  Gail é fortemente evocativa das poderosas personagens femininas de espírito livre desses romances.  Joe é bem parecido com os heróis masculinos mais taciturnos, como Zebadiah Carter e Richard Ames, respectivamente do livros, O Número da Besta, e O Gato Que Anda pelas Paredes.

## Speedtalk
Os super-homens se comunicar em um arcano linguagem chamada Speedtalk, que é ininteligível  e inaprendível por pessoas de fora. Speedtalk está fundamentada em dois princípios: de um reduzido léxico, e uma ampla quantidade de itens de fonologia.
Qualquer frase em inglês pode ser composto a partir de um pequeno vocabulário, como o conjunto de palavras de inglês Básico. Além disso, embora o trato vocal humano possa produzir centenas de sons diferentes, nenhuma linguagem humana existente normalmente faz uso de mais de algumas dúzias deles.  No Speedtalk, cada palavra do conjunto do inglês básico é atribuída a um som diferente.  Uma sentença em inglês básico pode, portanto, ser pronunciada em, talvez, um quarto do tempo normal.

## Origem
Esta história foi escrita para a questão da "viagem no tempo" ou "profecia" da revista Astounding Science Fiction. A questão foi motivada por uma carta de um leitor (Richard A Hoen do University Club em Buffalo, Nova York) comentando as histórias em uma edição, referindo-se às histórias por autor e título, e oferecendo seus respectivos elogios e escárnio para aqueles trabalho.  A revista frequentemente recebia cartas desse tipo;  no entanto, nesse caso, o leitor descreveu uma edição cuja data de capa era de mais de um ano, novembro de 1949. O editor John W. Campbell imprimiu a carta na edição de novembro de 1948, em seguida dedicou-se a tornar as previsões realidade. com os autores mencionados para escrever e enviar histórias com os títulos dados.  Gulf , de Anson MacDonald (um pseudônimo de Heinlein), foi uma das histórias envolvidas.
Heinlein escreveu que ele tinha uma ideia diferente para a história originalmente, mas decidiu que era muito grande para uma novela e não poderia ser escrito no tempo que ele tinha disponível.  A ideia mais tarde se tornou uma das inspirações de seu romance um Estranho numa Terra estranha. Para a revista, ele decidiu que o abismo entre o homem e o super-homem forneceria uma base adequada para o título.  Como Heinlein não estava mais usando o pseudônimo de MacDonald na época em que a história foi publicada, ela foi publicada em seu próprio nome.